# Eros Puglielli
Eros Puglielli (* 17. Mai 1973 in Rom) ist ein italienischer Filmregisseur und Drehbuchautor.

## Leben
Der Videofilmer Puglielli legte bereits 1993 einen selbstinszenierten Filmentwurf, Dorme, vor, mit dem er beim Bellaria Film Festival einen Produzenten fand, mit dessen Unterstützung er bis 1999 in Etappen das Werk fertigstellte. Gleichwohl studierte er in dieser Zeit am Centro Sperimentale di Cinematografia (1994–1996) und fertigte diverse Kurzfilme, meist dem Makabren und Grotesken zugewandte Werke, sowie mehrere Videoclips und Werbefilme. Bedeutende Filmschaffende wie Nanni Moretti und Andrea Occhipinti wurden seine Förderer. 2001 folgte Pugliellis zweiter Kinofilm, der Groteske Tutto la conoscienza del mondo. Der bei der Berlinale gezeigte Film erhielt jedoch kaum Aufmerksamkeit in Italien. Auch sein nächster Film, der Giallo Occhi di cristallo, konnte trotz hervorragender Darstellung durch Luigi Lo Cascio und werbewirksamer Markteinführung die hohen Erwartungen an den als Wunderkind gefeierten Regisseur und Drehbuchautor nicht erfüllen. Er wurde dabei zu einem Opfer der paradoxen italienischen Filmkritik, die fehlende Kreativität und Originalität beklagt, aber Leinwand-Experimente wie die Pugliellis, dessen Bildsprache als „mit Videokamera gezeichnete Comics“ umschrieben wurde, ablehnte.
Puglielli versuchte sich seither beim Fernsehen und drehte u. a. mit Claudio Amendola und Claudia Gerini in den Hauptrollen den Kriminalfilm 48 ore, 2007 den übernatürlichen mehrteiligen Thriller Zodiaco. 2011 und 2013 inszenierte er die Fernseh-Miniserien Vido d'angelo resp. Baciamo le mani: Palermo-New York 1958. 2012 wurde sein als Amateur gestartetes Debüt, Dorme, in den Kinos gezeigt.

## Filmografie (Auswahl)
- 1999: Dorme
- 2001: Tutto la conoscienza del mondo
- 2004: Eyes of Crystal (Occhi di cristallo)
- 2006: 48 ore (Fernsehfilm)
- 2007: Zodiaco